# Aurélien Pelon
Aurélien Pelon (* 6. Mai 2004 in La Roche-sur-Yon) ist ein französischer Fußballspieler.

## Karriere

### Verein
Pelon begann seine fußballerische Ausbildung 2010 beim Mareuil SC. Im Sommer 2017 verließ er den Klub und schoss sich La Roche Vendée Football an. Dort blieb er zwei Jahre lang, ehe er in die Jugendakademie des FC Lorient wechselte, nachdem er ein Angebot des FC Nantes abgelehnt hatte. In der Saison 2021/22 kam er zu seinen ersten Einsätzen für die viertklassige Zweitmannschaft des Vereins. In der Spielzeit 2022/23 spielte er dort viel mehr, kam aber auch noch regelmäßig in der U19-Mannschaft zum Zug. Zudem stand er das erste Mal in der Ligue 1 bei den Profis im Spieltagskader. Nach weiteren Reservespielen schoss er bei seinem Debüt in der Coupe de France gegen den FC Sochaux direkt sein erstes Tor, als die Mannschaft ausschied. Eine Woche später stand er beim Ligaspiel gegen den OSC Lille bei einer 0:3-Niederlage in der Startelf und debütierte somit auch in der Meisterschaft.

### Nationalmannschaft
Von Oktober 2021 bis März 2022 kam Pelon zu vier Spielen für die französische U18-Nationalmannschaft, wobei er ein Tor schoss.